# Buiten-Hebriden

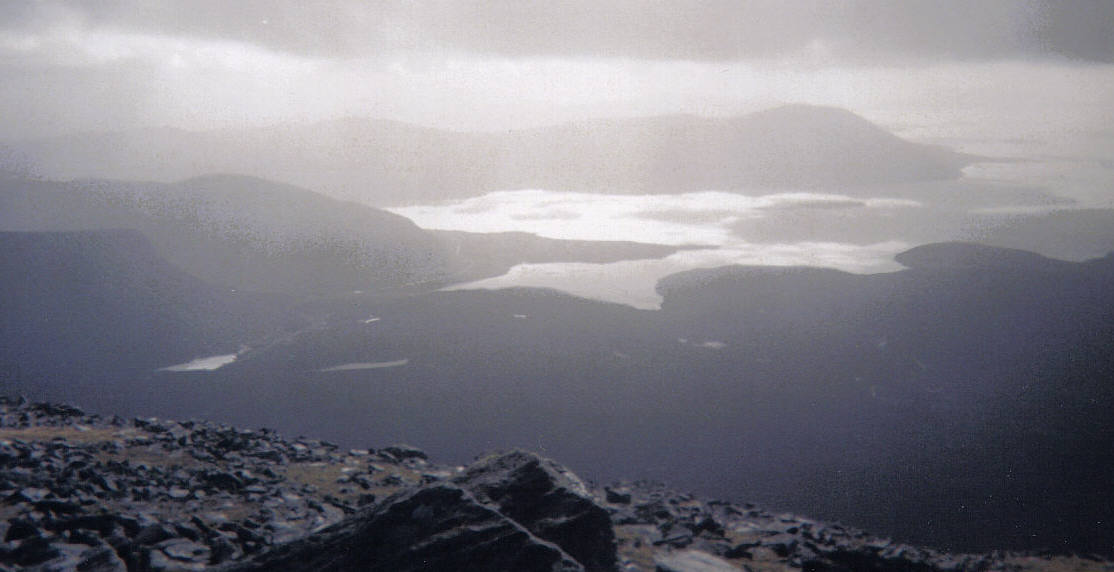
Uitzicht over het zuidelijke gedeelte van Na Hearadh vanaf de heuvels

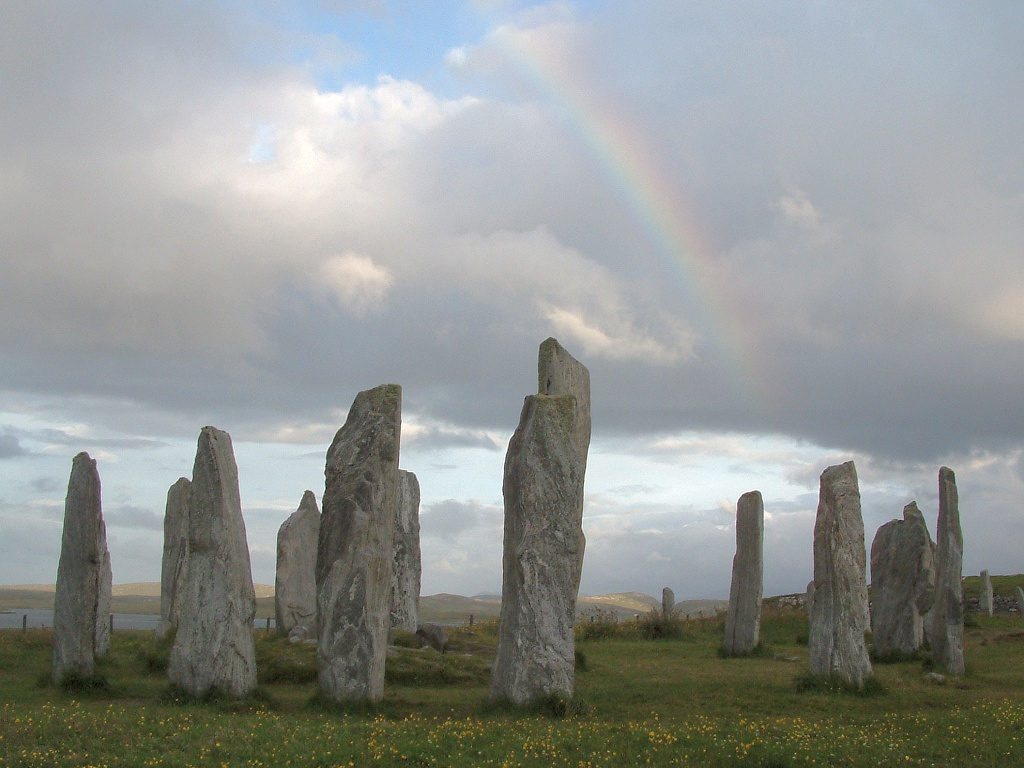
De Calanais Standing Stones.

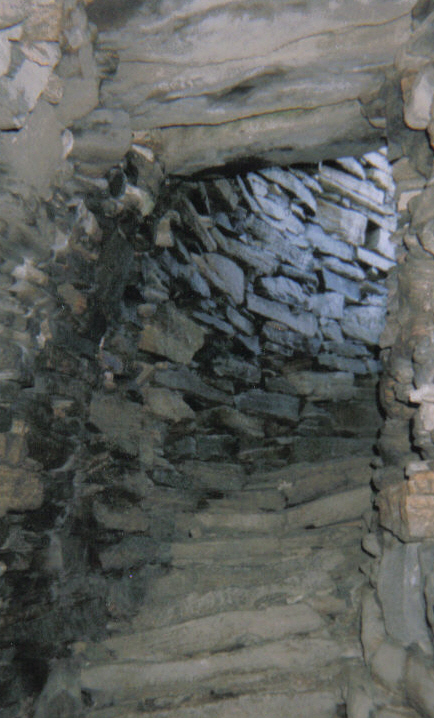
De trap in de muur van Dun Carloway.

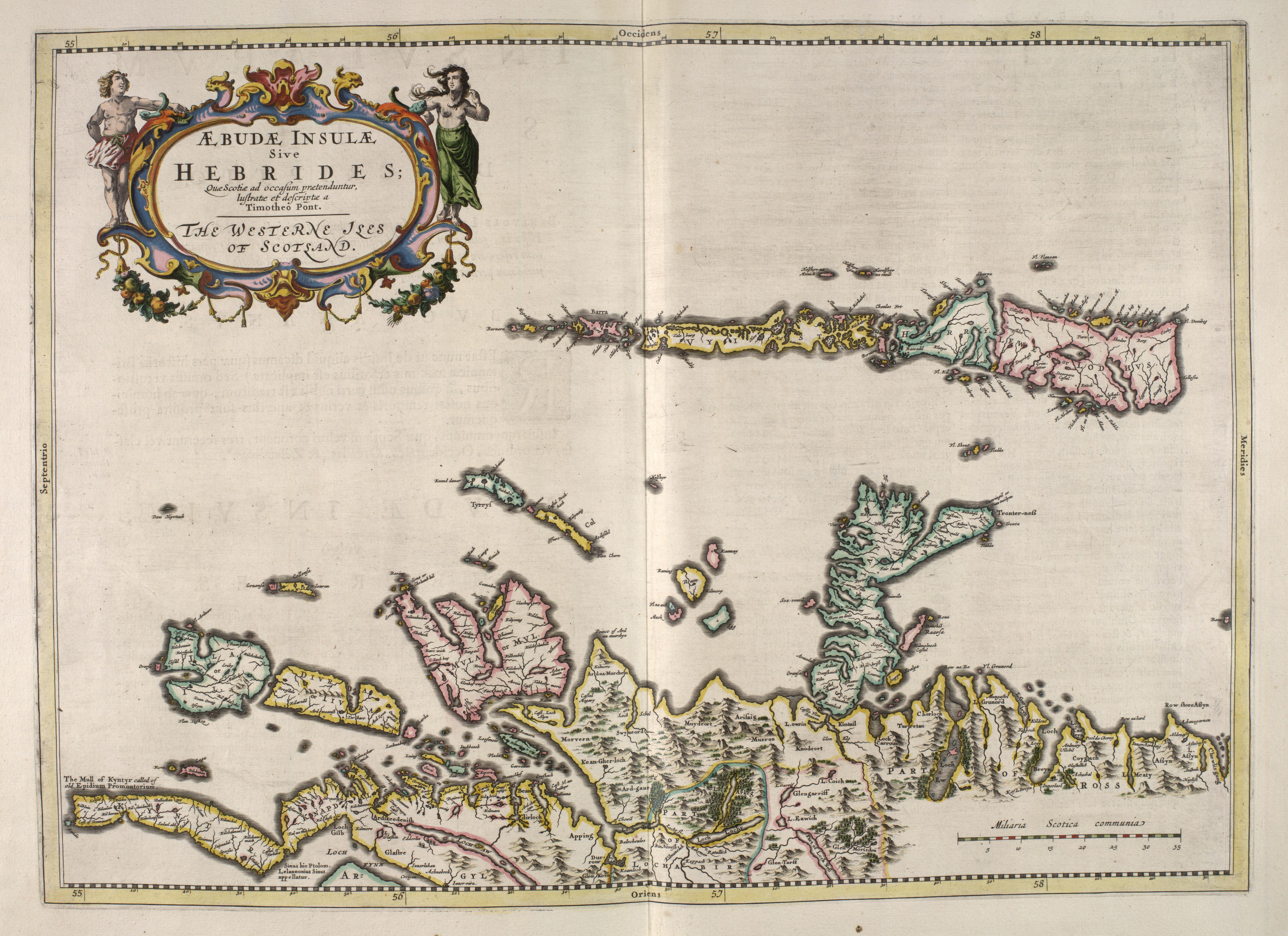
De Buiten-Hebriden, anno 1654 volgens Blaeu

De Buiten-Hebriden (Schots-Gaelisch: Na h-Eileanan Siar, Engels: Outer Hebrides) zijn een groep eilanden voor de westkust van Schotland, die deel uitmaken van de Hebriden. Zij worden van de Binnen-Hebriden en Schotland gescheiden door de Minch, de Little Minch en de Hebridenzee.

## Bestuurlijk
Op bestuurlijk gebied zijn de Buiten-Hebriden een raadsgebied (council area) onder de officiële Schots-Gaelische naam Na h-Eileanan Siar (Engels: Western Isles, Nederlands: Westelijke Eilanden). De officiële naam Na h-Eileanan Siar is in gebruik sinds 1997 en wordt ook zo in officiële Engelstalige teksten gebruikt.

## Eilanden
De hoofdeilanden zijn hieronder van noord naar zuid vermeld, in hun plaatselijke naam; tussen haakjes staat de Engelse benaming vermeld.
- Lewis (Schots-Gaelisch: Leòdhas) en Harris (Schots-Gaelisch: Na Hearadh): dit is één eiland. Leòdhas refereert aan het vlakke noorden, terwijl Na Hearadh refereert aan het bergachtige zuidelijke gedeelte van het eiland.
- Tarasaigh (Taransay)
- Uibhist a Tuath (North Uist)
- Beinn na Faoghla (Benbecula)
- Uibhist a Deas (South Uist)
- Barraigh (Barra)
- Saint Kilda (westelijk)
- en een groot aantal kleine eilanden: Beàrnaraigh (Berneray), Bhalaigh (Vallay), Vatersay (Bhatarsaigh), Boraraigh (Boreray), Campaigh (Campay), Coppay, Flodday, Floday, Great Bernera, Gilsay, Heisgeir (Heisker), Hermetray, Kirkibost, Lingeigh (Lingay), Little Bernera, Little Shillay, Mealasta, Mingulay, Opsay, Orosaigh (Oronsay), Pabaigh Mòr, Pabaigh (Pabbay), Sanndraigh (Sandray), Sgarabhaigh (Scaraway), Scarp, Shiant-eilanden, Siolaigh (Shillay), Soay Beag, Soay Mòr, Stockay, Sursay, Tahay, Vacsay, Wiay, en vele meer.

Ten westen hiervan liggen een paar kleine onbewoonde eilanden, de Monach Islands, Flannan Isles en, het verste naar het noordwesten, Rockall.
Men kan stellen dat de Buiten-Hebriden uit twee hoofdgebieden bestaan, namelijk het eiland Lewis en Harris en de zuidelijker gelegen Uist-eilanden. Door de aanleg van verschillende dammen (causeways) zijn de eilanden North Uist, South Uist, Eriskay, Benbecula, Grimsay, Baleshare, en Berneray een geheel geworden.
De eilandengroep heeft een oppervlakte van 3.059 km² (ongeveer de grootte van de Vlaamse provincie West-Vlaanderen of de Nederlandse provincie Overijssel) waarop circa 26.800 eilanders wonen. Het hoofdeiland alleen, Lewis en Harris, heeft een oppervlakte van 2.178 km² en is daarmee het derde grootste eiland van de Brits-Ierse Eilanden, enkel voorafgegaan door Groot-Brittannië en Ierland.

## Cultuur en economie
Op de eilanden wordt voornamelijk Schots-Gaelisch gesproken (volgens de telling van 2001 beheerste 71,6% van de bevolking deze taal). Er wordt ook naar de Buiten-Hebriden verwezen met de term Westelijke Eilanden. De algemene naam voor de Buiten-Hebriden is Na h-Eileanan an Iar (alsook wel Na h-Eileanan Siar); wanneer men het bestuurlijke raadsgebied (council area) of de raad zelf bedoelt, spreekt men voluit van respectievelijk Na h-Eileanan Siar en Comhairle nan Eilean Siar, of kortweg Eilean Siar (Westelijke Eilanden). Bij het kiesdistrict spreekt men van zowel van Eilean Siar als Na h-Eileanan an Iar; die laatste naam is de officiële naam voor het Brits parlement en de andere wordt meestal gebruikt in het Schots parlement.
De bevolking leeft er vooral van de landbouw en de visvangst en de commerciële viskwekerijen voor krabben, mosselen, zalm en forel. Toerisme vormt een bijkomende maar bescheiden industrie.
De Buiten-Hebriden staan bekend om hun strenge zondagsrust; veel mensen op de Buiten-Hebriden zijn traditioneel gelovig en hangen, vooral op de noordelijke eilanden, de Free Church of Scotland aan. Andere kerkgenootschappen met veel aanhangers zijn de Associated Presbyterian Churches, de Free Church of Scotland (Continuing) en de Free Presbyterian Church of Scotland. In het zuiden is het katholicisme sterker vertegenwoordigd, waardoor met de zondagsrust wat flexibeler omgesprongen werd. Geregeld ontstond er daardoor controverse omtrent de vraag of men op zondag veerdiensten moest inlassen: op de zuidelijke eilanden was er namelijk een beperkte zondagsdienst, echter niet in het noorden. Op zondag 9 april 2006, ten slotte, voer er voor het eerst een veerboot naar Na Hearadh, op de noordarchipel; dit veer legde in An t-Ob aan. De bewoners van Na Hearadh hadden hiertegen een petitie ingediend, maar, hoofdzakelijk op vraag van de bevolking van Uibhist a Tuath, besliste de rederij Caledonian MacBrayne uiteindelijk de dienst te voorzien. In 2009 voer ook voor de eerste keer een veerboot op zondag naar Stornoway onder groot protest van de lokale bevolking.
Wel zijn vrijwel alle handelszaken gesloten op zondag (met enkele uitzonderingen in Stornoway).
Er zijn drie plaatselijke kranten, de Stornoway Gazette (voornamelijk in het Engels), Fios (gemengd) en Am Paipeir (voornamelijk in het Gaelisch). Ook de West Highland Free Press bericht gedeeltelijk over de eilanden. Daarnaast heeft de archipel enkele radiostations en een afdeling van BBC Alba.

## Geschiedenis
Over de oorspronkelijke bewoners van de Buiten-Hebriden is vrijwel niets bekend: er zijn sporen van bewoning teruggevonden die tot 9000 jaar oud zijn. De Calanais Standing Stones op het eiland Leòdhas dateren uit de vroege bronstijd en zijn ouder dan Stonehenge. Deze bewoners lieten ook huizen na die in de rotsachtige ondergrond waren uitgehouwen en waarvan er vele nog in goede staat zijn. Uit de IJzertijd zijn er meerdere brochs bewaard gebleven; de bekendste hiervan is Dun Carloway. Deze broch is nog ruim negen meter hoog.
In de 9de eeuw kwamen Noren de eilanden koloniseren. Maar de Buiten-Hebriden kwamen pas onder Noorse controle in 1098 toen Edgar van Schotland de eilanden aan Magnus III van Noorwegen gaf. Het gebied bleef onder het bestuur van Noorwegen tot 1156 toen de Buiten-Hebriden samen werden gevoegd met het Koninkrijk van Man en de Eilanden, hoewel het koninkrijk officieus nog steeds onder het bestuur van de Noorse koning was. Op Uibhist a Tuath, nabij het gehucht Greneatobht, is het graf ontdekt van wat vermoedelijk een hooggeplaatste vikingvrouw was. Als gevolg van het verdrag van Perth (1266) werden de Buiten-Hebriden ingelijfd door het Koninkrijk Schotland.
Gedurende de Middeleeuwen stond elk eiland onder het gezag van één of meerdere clans, die relatief vredig naast elkaar leefden. De bevolking huisde nog tot de vroege twintigste eeuw in zogenaamde blackhouses: rechthoekige stenen huizen met een dak van veenplaggen, waarin een gat zat om de rook van het turfvuur naar buiten te laten. Deze huizen waren naar hedendaagse normen donker en vochtig. Een belangrijke nijverheid was het weven van tweed: vooral het Harris-tweed is nog steeds een prestigieuze naam (men noemt tweed op de eilanden an Clò Mòr: de grote stof).
Met de ontruiming van de Hooglanden in de vroegmoderne tijd werden de eilanden sterk ontvolkt; de industriële revolutie bereikte de Buiten-Hebriden relatief laat, doordat de regio sterk geïsoleerd is. Vanaf de 19de eeuw bereikte de moderne nijverheid het gebied, met de komst van regelmatige bootverbindingen.
In de jaren tachtig richtte de Britse regering het Scottish Office op. Dit orgaan moest de economie stimuleren in de afgelegen gebieden door zo veel mogelijk diensten te privatiseren. Het openbaar vervoer is daardoor in handen gekomen van talloze kleine zelfstandigen, die allen hun eigen dienstregeling hebben. Ondanks verstedelijking in Leòdhas draait een groot deel van de economie van de archipel nog steeds op schapenteelt en visvangst.
Tegenwoordig vormt de archipel een afzonderlijk district; lokale bevoegdheden staan onder toezicht van Comhairle nan Eilean Siar. De huidige volksvertegenwoordiger voor de Buiten-Hebriden in het Schotse parlement is Aonghas MacNèill van de SNP. Openbaar vervoer is een bevoegdheid van Comhairle na Gaidhealtachd, een instantie die ook de Schotse Hooglanden voor haar rekening neemt. Om het behoud van de Gaelische taal, die sterk bedreigd wordt, bekommert zich sinds 1986 Comunn na Gàidhlig; Gaelische initiatieven worden sinds 2003 voor heel Schotland gecoördineerd door Bòrd Gàidhlig na h-Alba.

## Bereikbaarheid

### Ferry
- Vanuit Ulapul (Ullapool) vaart er 2 maal per dag een ferry naar Steòrnabhagh (Stornoway) op Leòdhas.
- Vanuit Uig op Skye kan men naar Tairbeart (Tarbert) op Na Hearadh en naar Loch na Madadh (Lochmaddy) op Uibhist a Tuath.
- Vanuit Mallaig kan men naar Loch Baghasdail (Lochboisdale) op Uibhist a Deas en naar Bagh a' Chaisteil (Castlebay) op Barraigh.
- Vanuit Oban kan men eveneens naar Uibhist a Deas en Barraigh.

### Luchtvaart
In Stornoway, de hoofdstad, is een luchthaven waar vliegtuigen landen vanuit Glasgow en Inverness. Voorts is er een landingsplaats op het Traigh Mhòr-strand van Barraigh, en een kleine luchthaven nabij Baile Mhanaich (Balivanich) op Beinn na Faoghla.